# Markus Pfefferle
Markus Pfefferle (* 1964 in Baden) ist ein ehemaliger deutscher Skisportler.

## Werdegang
Markus Pfefferle stammt aus Baden. Im Alter von 17 Jahren erlitt er einen schweren Moped-Unfall, aufgrund dessen einer seiner Arme teilgelähmt ist. Im Bereich der Sportart Ski-Alpin trainierte er sowohl Abfahrtslauf als auch die Slalomdisziplinen. Mit der Deutschen Alpinen Behindertensportnationalmannschaft beteiligte er sich sowohl an den Weltmeisterschaften als auch an den Paralympischen Winterspielen. So gewann er zahlreiche olympische Medaillen im Abfahrtslauf, im Slalom und Riesenslalom und im Superski.
Bei den Winter-Paralympics 1988 wurde er im Abfahrtslauf in der Leistungsgruppe LW 6/8 Olympiasieger und gewann eine Goldmedaille. Außerdem wurde er im Riesenslalom Zweiter und somit Silbermedaillengewinner.
Bei den Winter-Paralympics 1992 erkämpfte er sich drei Silbermedaillen, und zwar je eine in der Abfahrt, im Riesenslalom und im Slalom.
Bei den Winter-Paralympics 1998 errang er in den Alpinen Disziplinen vier Medaillen, drei Silber- und eine Bronzemedaille. Silber gewann er in der Abfahrt, im Riesenslalom und im Super-Ski, während er im Slalom Bronze holte.
Für den Medaillengewinn bei den Winter-Paralympics 1992 wurde Markus Pfefferle von Bundespräsident Richard von Weizsäcker mit dem Silbernen Lorbeerblatt ausgezeichnet.